# Читракута
Читраку́та или Читраку́т (англ. Chitrakuta, санскр. चित्रकूट) — город в округе Сатна, в штате Мадхья-Прадеш, Индия, на реке Пайсуни, правом притоке реки Джумна (бассейн Ганга). Является местом паломничества для индуистов и имеет большое культурное и археологическое значение. В районе Читракута находятся важные индуистские храмы, а также места, упомянутые в священных текстах индуизма. В дни крупных индуистских праздников в Читракуте собирается большое количество паломников. Читракут также является центром йоги и Аюрведы. В переводе название города означает «холм многих чудес».

## Географическое положение
Читракут расположен у подножия северной части горного хребта Виндхья, пролегающего по территории штатов Мадхья-Прадеш и Уттар-Прадеш. Историческая область Читракута является частью округа Читракут в штате Уттар-Прадеш и округа Сатна в штате Мадхья-Прадеш.
Ближайшая железнодорожная станция расположена в Карви (Читракута-дхам Карви, на основной линии Джханси — Маникпур), в 10 км от города. Регулярное автобусное сообщение существует между Читракутом и такими городами, как Джханси, Сатна, Махоба, Харпалпур и Чхатарпур.

## История
Первое известное упоминание о Читракуте содержится в «Рамаяне» Валмики. Валмики описывает Читракут как святое место, населённое великими мудрецами и имеющее богатую и разнообразную фауну и флору. Читракута также упоминается в «Махабхарате», в описаниях святых мест паломничества. Согласно «Рамаяне», в лесах Читракута Рама, Сита и Лакшмана провели одиннадцать с половиной лет из четырнадцати лет своего изгнания. В этом месте медитировали и совершали аскезы такие великие мудрецы, как Атри, Сати Анусуя, Даттатрея, Маркандея, Сарбханга, Сутикшна и многие другие. Описывается, что когда Рама совершал в Читракуте ритуал шраддха по своему умершему отцу, множество девов пришло туда для участия в праздничном пире.
Читракута также прославляется в произведениях санскритских поэтов и поэтов хинди. Калидаса описал красоту этого места в своём эпосе «Рагхувамша», а Тулсидас писал о Читракуте в «Рамачаритаманасе» и других своих произведениях. Он провёл в Читракуте много лет, поклоняясь Раме и желая получить его даршан.

## Демография
Согласно всеиндийской переписи 2001 года население Читракуты составляло 22 294 человека. Мужчины составляли 57 % населения, а женщины — 43 %. Средний уровень грамотности населения в Читракуте был 50 %, что ниже среднеиндийского показателя, который составлял 59,5 %. Грамотность среди мужчин была 63 %, а среди женщин — 34 %. 18 % населения были детьми младше 6 лет.